# World Rugby
World Rugby, conocido como International Rugby Board desde 1998 hasta noviembre de 2014, y como International Rugby Football Board desde su fundación, es la institución que gobierna las federaciones de rugby a nivel internacional. Se fundó el 1 de enero de 1886 y tiene sede en Dublín, Irlanda. World Rugby agrupa 103 federaciones de rugby de distintos países además de 17 miembros asociados y seis asociaciones regionales. La institución se encarga de reglamentar las reglas del juego.
Cada cuatro años organiza la Copa del Mundo de Rugby, la competición más reconocida y rentable de este deporte. También se encarga de organizar otras competiciones de nivel internacional como la Copa del mundo del rugby 7, la Pacific Nations Cup y el Campeonato Mundial de Rugby Juvenil.

## Historia
Hasta 1885, las leyes del rugby fueron establecidas por Inglaterra, como nación fundadora de este deporte. Sin embargo, tras una disputa por un try, entre Escocia e Inglaterra en un contexto internacional, Inglaterra decidió enviar una carta a Escocia, diciendo que el try debería ser válido, ya que ellos eran los que hicieron las leyes del rugby. En 1885, durante el Home Nations de ese año (en 1885, en el torneo antecesor al seis naciones solo participaban: Escocia, Inglaterra, Gales e Irlanda), Escocia se negó a jugar contra Inglaterra. En consecuencia, Irlanda, Escocia y Gales, se reunieron en Dublín en 1886 para acordar normas, aunque no existen archivos formales. Finalmente, la unión de Inglaterra se incorporó a la International Rugby Football Board en 1890.
En 1893 se produjo una escisión debido a que los clubes del norte de Inglaterra pretendían pagarle salarios a sus jugadores. Esta medida chocaba con el espíritu amateur que pretendían los clubes del sur de Inglaterra. Los clubes norteños fundaron la Unión del Norte, que luego se convertiría en la Rugby Football League.
En 1948 se incorporaron a la IRFB las uniones de Australia, Nueva Zelanda y Sudáfrica. Luego se incorporó Francia en 1978. La institución organizó la Copa Mundial de Rugby por primera vez en 1987, por lo cual ingresaron las uniones de Argentina, Italia, Rumania, Canadá, Estados Unidos, Japón, Zimbabue, Fiyi y Tonga. La unión ha continuado incorporando uniones durante las décadas siguientes.
En 1998, sufrió un cambio de nombre pasando a llamarse International Rugby Board.
Además de la Copa del Mundo, el ente ha organizado la Pacific Nations Cup desde 1982, el Campeonato Mundial de Rugby Juvenil desde 2002 y la Nations Cup desde 2006.
La WR se encarga además del desarrollo del rugby 7, la versión reducida del rugby. En 1993 comenzó a realizar la Copa del Mundo de Rugby 7, que se juega cada cuatro años. En 1999 comenzó a realizar la Serie Mundial de Rugby 7, que se compone de entre siete y once torneos por año. Del mismo modo, la IRB trabajó para incorporar el rugby 7 a los Juegos de la Mancomunidad de 1998, los Juegos Olímpicos de la Juventud de 2014 y los Juegos Olímpicos de Río de Janeiro 2016.
En cuanto al rugby de mujeres, en 1991 la IRB comenzó a organizar el Copa del Mundo de Rugby Femenino, en 2009 la Copa del Mundo de Rugby 7 y en 2011 la Serie Mundial de Rugby 7 Femenino.
En 2014, se adopta el nombre de World Rugby.

## Himno
Desde la Copa Mundial de Rugby de 1991, la WR adoptó un himno con letra de Charlie Skarbek y música de Gustav Holst. Desde entonces, el Himno se canta en todas las ceremonias de apertura de la Copa Mundial.

## Miembros
Está compuesta por 103 federaciones y 17 miembros asociados, de los cuales cada uno se encuentra afiliado a una de las seis asociaciones regionales. La membresía es un proceso de cuatro pasos:
1. La Federación debe solicitar convertirse en un afiliado de su Asociación Regional.
2. Luego de que se cumplan todos los criterios de adhesión, incluyendo un año como miembro asociado, la Unión es admitida en la Asociación Regional como un miembro de pleno derecho.
3. Después de terminadas las etapas 1 y 2, y teniendo dos años como miembro de pleno derecho de una Unión Regional, la Unión podrá entonces solicitar convertirse en miembro asociado de la Rugby World. Como miembro asociado, la federación puede participar en torneos financiados pero no la Copa del Mundo de Rugby.
4. Luego de dos años como miembro asociado de la World Rugby, podrá pasar a ser un miembro completo.

## Presidentes
Hasta 1994 los 8 miembros originales se iban sucediendo anualmente para dirigir la Junta Internacional (IRB), pero con los objetivos de alcanzar el profesionalismo en 1995 y la estructuración de los nuevos torneos para tal fin, se necesitó elegir un presidente que lidere a la World Rugby por un periodo de tiempo mayor a un año.
El primero en ser elegido por votación, fue el galés Vernon Pugh quien al enfermarse gravemente en 2002 adelantó las elecciones siendo elegido el norirlandés Syd Millar que a su vez renunció en 2007 por su avanzada edad y fue sucedido por el francés Bernard Lapasset que finaliza su mandato en 2016. Desde el 1 de julio preside el inglés Bill Beaumont hasta 2020.
|    | Nombre           | Nacionalidad | Término                                      |
| -- | ---------------- | ------------ | -------------------------------------------- |
| 1. | Vernon Pugh      | Gales        | 1 de enero de 1995 – 31 de diciembre de 2002 |
| 2. | Syd Millar       | Irlanda      | 1 de enero de 2003 – 31 de diciembre de 2007 |
| 3. | Bernard Lapasset | Francia      | 1 de enero de 2008 – 30 de junio de 2016     |
| 4. | Bill Beaumont    | Inglaterra   | 1 de julio de 2016 – presente                |

## Competiciones

### Rugby 15
| Torneo                              | Última edición           | Campeón vigente  |
| ----------------------------------- | ------------------------ | ---------------- |
| Copa del Mundo de Rugby             | Francia 2023             | Sudáfrica        |
| Campeonato Mundial de Rugby Juvenil | Sudáfrica 2024           | Inglaterra (M20) |
| Trofeo Mundial de Rugby Juvenil     | Escocia 2024             | Escocia (M20)    |
| Pacific Nations Cup                 | Pacific Nations Cup 2024 | Fiyi             |
| Pacific Challenge                   | Samoa 2024               | Japan XV         |
| Americas Pacific Challenge          | Uruguay 2021             | Argentina XV     |

| Torneo                         | Última edición     | Campeón vigente |
| ------------------------------ | ------------------ | --------------- |
| Copa Mundial Femenina de Rugby | Nueva Zelanda 2021 | Nueva Zelanda   |
| WXV 1                          | WXV 2024           | Inglaterra      |
| WXV 2                          | WXV 2024           | Australia       |
| WXV 3                          | WXV 2024           | España          |

### Rugby 7
| Torneo                    | Última edición       | Campeón vigente |
| ------------------------- | -------------------- | --------------- |
| Copa del Mundo de Rugby 7 | Ciudad del Cabo 2022 | Fiyi            |
| Serie Mundial             | SVNS 2023-24         | Francia         |

| Torneo                                | Última edición       | Campeón vigente |
| ------------------------------------- | -------------------- | --------------- |
| Copa del Mundo de Rugby 7 (cancelado) | Ciudad del Cabo 2022 | Australia       |
| Serie Mundial Femenina                | SVNS 2023-24         | Australia       |

## Clasificación mundial de la WR
El World Rugby Ranking, anteriormente IRB Ranking, es la clasificación de las selecciones masculinas y femeninas, utilizado desde septiembre de 2003.
| Clasificación masculina                | Clasificación masculina                | Clasificación masculina                | Clasificación masculina                |
| Actualizado al 22 de noviembre de 2022 | Actualizado al 22 de noviembre de 2022 | Actualizado al 22 de noviembre de 2022 | Actualizado al 22 de noviembre de 2022 |
| Puesto                                 | Cambio                                 | Selección                              | Puntos                                 |
| -------------------------------------- | -------------------------------------- | -------------------------------------- | -------------------------------------- |
| 1                                      | Sin cambios                            | Irlanda                                | 090.63                                 |
| 2                                      | Sin cambios                            | Francia                                | 090.01                                 |
| 3                                      | Sin cambios                            | Nueva Zelanda                          | 088.98                                 |
| 4                                      | Sin cambios                            | Sudáfrica                              | 088.97                                 |
| 5                                      | Sin cambios                            | Inglaterra                             | 083.66                                 |
| 6                                      | 3                                      | Australia                              | 081.80                                 |
| 7                                      | 1                                      | Escocia                                | 081.55                                 |
| 8                                      | 1                                      | Argentina                              | 080.72                                 |
| 9                                      | Sin cambios                            | Gales                                  | 078.09                                 |
| 10                                     | Sin cambios                            | Japón                                  | 077.39                                 |

| Clasificación femenina                 | Clasificación femenina                 | Clasificación femenina                 | Clasificación femenina                 |
| Actualizado al 20 de noviembre de 2022 | Actualizado al 20 de noviembre de 2022 | Actualizado al 20 de noviembre de 2022 | Actualizado al 20 de noviembre de 2022 |
| Puesto                                 | Cambio                                 | Selección                              | Puntos                                 |
| -------------------------------------- | -------------------------------------- | -------------------------------------- | -------------------------------------- |
| 1                                      | Sin cambios                            | Inglaterra                             | 094.29                                 |
| 2                                      | Sin cambios                            | Nueva Zelanda                          | 093.19                                 |
| 3                                      | 1                                      | Francia                                | 089.68                                 |
| 4                                      | 1                                      | Canadá                                 | 084.22                                 |
| 5                                      | Sin cambios                            | Italia                                 | 078.70                                 |
| 6                                      | Sin cambios                            | Australia                              | 078.00                                 |
| 7                                      | Sin cambios                            | Estados Unidos                         | 076.78                                 |
| 8                                      | Sin cambios                            | Irlanda                                | 074.01                                 |
| 9                                      | Sin cambios                            | Gales                                  | 072.70                                 |
| 10                                     | Sin cambios                            | Escocia                                | 068.71                                 |